# Klinčić
 Ovo je glavno značenje pojma Klinčić. Za druga značenja pogledajte Karanfil.
Klinčić (karanfilovac, latinski: Syzygium aromaticum) je tropsko zimzeleno drvo visoko od 8 do 12 metara, od kojeg se sušenjem cvjetnih palica dobiva aromatični začin. Cvijet se bere kad naraste do veličine od 1,5 do 2 cm.
Upotrebljava se za začinjavanje mesnih jela, kao i za začinjavanje kuhanog vina.
Destilacijom klinčića dobiva se ulje koje se upotrebljava u zubarstvu kao anestetik i antiseptik. Klinčić može smanjiti razinu šećera u krvi. Pupoljci imaju jaka antioksidantna svojstva.
Također se upotrebljava u parfimeriji i za parfimiranje sapuna.

## Rasprostranjenost
Klinčić je porijeklom iz Indonezije, do modernog doba rastao je samo na nekoliko Molučkih otoka uključujući Bacan, Makian, Moti, Ternate i Tidore. Klinčić se bere prije svega u Indoneziji, Madagaskaru, Zanzibaru, Pakistanu i Šri Lanki, također se uzgaja u Indiji pod imenom laung, u Vijetnamu se zove đinh hương, a u Indoneziji cengkeh ili cengkih.

## Opći opis
Klinčić (Syzygium aromaticum), tropsko zimzeleno drvo iz porodice Myrtaceae i njegovi mali crvenkasto smeđi cvjetni pupoljci koji se koriste kao začin. Klinčići su bili važni u najranijoj trgovini začinima i vjeruje se da su bili autohtoni na Molučkim otocima ili “Otocima začina” u Indoneziji. Snažne arome te ljutog i oporog okusa, klinčići se koriste za aromatiziranje mnogih namirnica, osobito mesa i pekarskih proizvoda; u Europi i Sjedinjenim Državama začin je karakteristična aroma u jelima za božićne blagdane, kao što su jela i mljeveno meso. To je jedan od pet suhih začina - uključujući komorač, kasiju, zvjezdasti anis i sečuanski papar - koji čine poznati kineski prah od pet začina, "five spice".

## Povijest
Već 200. godine prije nove ere izaslanici s Jave na dvor kineske dinastije Han donijeli su klinčiće koji su se obično držali u ustima kako bi mirisali dah tijekom audijencije kod cara. Tijekom kasnog srednjeg vijeka klinčići su se u Europi koristili za konzerviranje, aromatiziranje i ukrašavanje hrane. Uzgoj klinčića bio je gotovo u potpunosti ograničen na Indoneziju, a početkom 17. stoljeća Nizozemci su iskorijenili klinčiće na svim otocima osim Amboine i Ternatea kako bi stvorili nestašicu i održali visoke cijene. U drugoj polovici 18. stoljeća Francuzi su prokrijumčarili klinčiće iz Istočne Indije na otoke Indijskog oceana i Novi svijet, razbivši tako nizozemski monopol. Početkom 21. stoljeća Indonezija je bila najveći svjetski proizvođač klinčića, a slijede je Madagaskar, Tanzanija i Šri Lanka.

## Fizički opis i druge upotrebe
Drvo klinčića je zimzeleno drvo koje naraste do oko 8 do 12 metara (25 do 40 stopa) visine. Listovi prošarani žlijezdama su mali, jednostavni i nasuprotni. Stabla se obično razmnožavaju iz sjemena koje se sadi u zasjenjenim područjima. Cvatnja počinje oko pete godine; stablo može godišnje dati do 34 kg (75 funti) suhih pupova. Pupoljci se beru ručno u kasno ljeto i ponovno zimi, a zatim se suše na suncu. Duljina klinčića varira od oko 13 do 19 mm (0,5 do 0,75 inča).
Pupoljci sadrže 14 do 20 posto eteričnog ulja, čija je glavna komponenta aromatično ulje eugenol. Klinčići su snažno opori zahvaljujući eugenolu koji se ekstrahira destilacijom da bi se dobilo ulje klinčića. Ovo se ulje koristi za pripremu mikroskopskih stakalca za gledanje, a također je i lokalni anestetik za zubobolju. Eugenol se koristi u germicidima, parfemima i vodicama za ispiranje usta, u sintezi vanilina i kao zaslađivač ili pojačivač.

## Sinonimi
- Caryophyllus aromaticus L.
- Caryophyllus hortensis Noronha
- Caryophyllus silvestris Teijsm. ex Hassk.
- Eugenia aromatica (L.) Baill.
- Eugenia caryophyllata Thunb.
- Eugenia caryophyllus (Spreng.) Bullock & S.G.Harrison
- Jambosa caryophyllus (Thunb.) Nied.
- Myrtus caryophyllus Spreng.